# فريال صالحي
فريال صالحي (ولدت في 2 نوفمبر 1967) هي مبارزة جزائرية. شاركت في منافسات سيف الشيش الفردي للسيدات في الألعاب الأولمبية الصيفية 1996، وخسرت 7-15 في مباراتها الوحيدة وجاءت في المركز 37.

## روابط خارجية
فريال صالحي على موقع الاتحاد الدولي للمبارزة (الإنجليزية)
- فريال صالحي على موقع اللجنة الأولمبية الدولية (الإنجليزية)
- فريال صالحي على موقع أوليمبيديا (الإنجليزية)